# Fourball
Fourball er en type hulspil for fire spillere i golf. Der spilles i hold af to, men alle fire spillere spiller hvert hul igennem med egen Golfbold. Det hold, der havde den spiller, der brugte færrest slag på det spillede hul, vinder hullet. Det hold, der har vundet flest huller til sidst, vinder matchen. Kaldes også four ball, best ball.